# 静和記念病院
静和記念病院（せいわきねんびょういん）は、北海道札幌市西区にある病院。急性期一般病棟（48床）、地域包括ケア病床（24床）・回復期リハビリテーション病（23床）・療養病床（100床）の機能を持つ合計195床の病院である。
医療法人社団静和会が運営している。

## 沿革
- 1961年（昭和36年）：「ことに中央医院」開院。
- 1964年（昭和39年）：「琴似中央病院」開設。
- 1994年（平成6年）：医療法人社団静和会に法人化。
- 1996年（平成8年）：「静和記念病院」に改称。
- 2022年（令和4年）：西区八軒に新築移転[1]。

## 機関指定
- 保険医療機関
- 労災保険指定医療機関
- 生活保護法指定医療機関
- 結核指定医療機関
- 救急告示医療機関
- 指定自立支援医療機関（精神通院医療）

## 診療科等
診療科
- 内科
- 消化器内科
- 呼吸器内科
- 循環器内科
- 外科
- 消化器外科
- 整形外科
- 皮膚科
- 脳神経外科
- リハビリテーション科
- 麻酔科

専門外来
- 禁煙外来
- 物忘れ外来

部門
- 診療部
- 看護部
- 事務部
- 地域医療連携室
- 医療安全管理室

## 施設認定
- 日本外科学会外科専門医制度修練施設(関連施設)
- 日本静脈経腸栄養学会認定ＮＳＴ(栄養サポートチーム)稼動施設
- 日本がん治療認定医機構認定研修施設

## アクセス・駐車場
- 札幌市営地下鉄東西線琴似駅から徒歩約1分
- 北海道旅客鉄道（JR北海道）琴似駅から徒歩約15分
- 札幌市中心部から車で約20分
- 札樽自動車道新川IC・札幌西ICから車で約15分
- 駐車場あり

## 関連施設
- 平和病院
- 昆布温泉病院
- 平和リハビリテーション病院
- 介護老人保健施設エル・クォール平和